# Perruche de Finsch
Psittacula finschii
Espèce
Statut de conservation UICN

 NT  : Quasi menacé
Statut CITES
La Perruche de Finsch (Psittacula finschii) ou perruche à tête grise, est une espèce d'oiseau de la famille des Psittacidae.

## Nomenclature
Son nom commémore l'ornithologue et explorateur allemand Friedrich Hermann Otto Finsch (1839-1917).

## Description
Elle ressemble beaucoup à la Perruche à tête ardoisée, mais est plus petite, possède une plus longue queue, un gris de la tête légèrement plus clair, un ventre plus jaunâtre et des extrémités de l'aile plus foncées.

## Répartition
Son aire s'étend à travers l'Indochine, le nord-est de l'Inde et le Yunnan.